# 오픈 더 도어 (2023년 영화)
《오픈 더 도어》는 2023년 개봉한 대한민국의 미스터리 스릴러 영화이다. 장항준이 연출을 맡고, 이순원, 서영주 등이 출연하였다.

## 출연

### 주연
- 이순원 - 문석 역
- 서영주 - 치훈 역

### 조연
- 김수진 - 윤주 역
- 강애심 - 치훈 모 역